# Equacions del telègraf

Representació esquemàtica dels components elementals d'una línia de transmissió.

Les equacions del telègraf (o simplement equacions del telègraf) són un conjunt de dues equacions lineals acoblades que prediuen les distribucions de voltatge i corrent en una línia de transmissió elèctrica lineal. Les equacions són importants perquè permeten analitzar línies de transmissió mitjançant la teoria de circuits. :381-392Les equacions i les seves solucions són aplicables des de 0 Hz a freqüències a les quals l'estructura de la línia de transmissió pot suportar modes no TEM d'ordre superior. :282-286Les equacions es poden expressar tant en el domini del temps com en el domini de la freqüència. En el domini del temps les variables independents són la distància i el temps. Les equacions del domini del temps resultants són equacions diferencials parcials tant de temps com de distància. En el domini de la freqüència les variables independents són la distància {\displaystyle \ x\ } i qualsevol freqüència, {\displaystyle \ \omega \ ,} o freqüència complexa, {\displaystyle \ s~.} Les

Esquema que mostra una ona que flueix cap a la dreta per una línia de transmissió sense pèrdues. Els punts negres representen electrons i les fletxes mostren el camp elèctric.

variables del domini de la freqüència es poden prendre com a transformada de Laplace o transformada de Fourier de les variables del domini del temps o es poden prendre com a fasors. Les equacions del domini de freqüència resultants són equacions diferencials ordinàries de distància. Un avantatge de l'enfocament del domini de la freqüència és que els operadors diferencials en el domini del temps es converteixen en operacions algebraiques en el domini de la freqüència.
Les equacions provenen d'Oliver Heaviside que va desenvolupar el model de línia de transmissió a partir d'un agost Paper de 1876, Sobre el corrent extra. : 66–67 El model demostra que les ones electromagnètiques es poden reflectir al cable i que es poden formar patrons d'ones al llarg de la línia. Desenvolupat originalment per descriure cables telegràfics, la teoria també es pot aplicar a conductors de radiofreqüència, freqüència d'àudio (com línies telefòniques), baixa freqüència (com línies elèctriques) i polsos de corrent continu.

En presència de pèrdues, la solució de l'equació del telègraf té tant amortiment com dispersió, com és visible en comparació amb la solució d'una equació d'ona sense pèrdues.

## Components distribuïts
Les equacions del telègraf, com totes les altres equacions que descriuen fenòmens elèctrics, resulten de les equacions de Maxwell. En un enfocament més pràctic, s'assumeix que els conductors estan compostos per una sèrie infinita de components elementals de dos ports, cadascun representant un segment infinitesimament curt de la línia de transmissió:
- La resistència distribuïda dels conductors està representat per una resistència en sèrie (expressada en ohms per unitat de longitud). En conductors pràctics, a freqüències més altes, augmenta aproximadament proporcional a l'arrel quadrada de la freqüència a causa de l'efecte de la pell.
- La inductància distribuïda (a causa del camp magnètic al voltant dels cables, l'autoinductància, etc.) està representat per un inductor en sèrie (henries per unitat de longitud).
- La capacitat entre els dos conductors està representat per un condensador de derivació (farads per unitat de longitud).
- La conductància del material dielèctric que separa els dos conductors està representat per una resistència de derivació entre el cable de senyal i el cable de retorn (siemens per unitat de longitud). Aquesta resistència en el model té una resistència de explica tant la conductivitat a granel del dielèctric com la pèrdua dielèctrica. Si el dielèctric és un buit ideal, aleshores.

## Les equacions

### Domini del temps
Les equacions del telègraf en el domini del temps són:
{\displaystyle {\begin{aligned}{\frac {\ \partial }{\partial x}}\ V(x,t)&=-L\ {\frac {\ \partial }{\partial t}}\ I(x,t)-R\ I(x,t)\\{\frac {\ \partial }{\partial x}}\ I(x,t)&=-C\ {\frac {\ \partial }{\partial t}}V(x,t)-G\ V(x,t)~\end{aligned}}}
Es poden combinar per obtenir dues equacions diferencials parcials, cadascuna amb només una variable dependent {\displaystyle ~V~} o {\displaystyle ~I~}:
{\displaystyle {\begin{aligned}{\frac {~\ \partial ^{2}}{\partial x^{2}}}\ V(x,t)-LC\ {\frac {~\ \partial ^{2}}{\ \partial t^{2}}}\ V(x,t)&=(RC+GL)\ {\frac {\ \partial }{\partial t}}\ V(x,t)+GR\ V(x,t)\\{\frac {~\ \partial ^{2}}{\partial x^{2}}}\ I(x,t)-LC\ {\frac {~\ \partial ^{2}}{\partial t^{2}}}\ I(x,t)&=(RC+GL)\ {\frac {\ \partial }{\partial t}}\ I(x,t)+GR\ I(x,t)~\end{aligned}}}
Excepte la variable dependent ({\displaystyle \ V\ } o {\displaystyle \ I\ }) les fórmules són idèntiques.

### Domini de freqüència
Les equacions del telègraf en el domini de la freqüència es desenvolupen en formes similars en les referències següents: Kraus, :380–419Hayt, :381-392Marshall, :59–378Sadiku, :497–505Harrington, :61–65Karakash, :5–14Metzger. :1–10
{\displaystyle \ {\frac {\ \partial }{\partial x}}\ \mathbf {V} _{\omega }(x)=-(\ j\omega L_{\omega }+R_{\omega }\ )\mathbf {I} _{\omega }(x)\ }
{\displaystyle \ {\frac {\ \partial }{\partial x}}\ \mathbf {I} _{\omega }(x)=-(\ j\omega C_{\omega }+G_{\omega }\ )\mathbf {V} _{\omega }(x)\ }
La primera equació vol dir això {\displaystyle \ \mathbf {V} _{\omega }(x)\ ,} la tensió de propagació en un punt {\displaystyle \ x\ ,} es redueix per la pèrdua de tensió produïda per el corrent en aquest punt que passa per la impedància en sèrie {\displaystyle \ (R+j\omega L)~.}
Aquestes equacions es poden combinar per produir dues equacions diferencials parcials variables individuals.
{\displaystyle \ {\frac {d^{2}}{dx^{2}}}\mathbf {V} _{\omega }(x)=\gamma ^{2}\mathbf {V} _{\omega }(x)\ }
{\displaystyle \ {\frac {d^{2}}{dx^{2}}}\mathbf {I} _{\omega }(x)=\gamma ^{2}\mathbf {I} _{\omega }(x)\ }
on {\displaystyle \ \gamma \equiv {\sqrt {(R_{\omega }+j\omega L_{\omega })(G_{\omega }+j\omega C_{\omega })\;}}=\alpha +j\beta ~} :385 {\displaystyle \ \alpha \ } s'anomena constant d'atenuació i {\displaystyle \ \beta \ } s'anomena constant de fase.